# Maison de naissance de Tchaïkovski
Pour les articles homonymes, voir Tchaïkovski (homonymie).
La maison natale musée de Tchaïkovski (Музей-усадьба П.И. Чайковского, en russe) est une maison-musée de style manoir, de Votkinsk en Oural en Russie, à 1200 km à l'est de Moscou. Lieu de naissance du célèbre compositeur de musique classique russe Tchaïkovski (1840-1893, compositeur entre autres du Lac des cygnes, et de Casse-Noisette…) qui y passe sa petite enfance de sa naissance à 1848, avant qu'un musée ne lui soit dédié depuis 1940 (date du centenaire de sa naissance). La maison est classée aux monuments historiques russes n°1810016000.

## Historique
En 1837 Ilya Petrovitch Tchaïkovski (ingénieur des mines et père du compositeur) est nommé dirigeant du domaine industriel minier-sidérurgique de Votkinsk (actuel complexe industriel Votkinski Zavod) au pied des chaînes de montagnes de l'Oural de l'Empire russe. Veuf, il s'installe durant onze ans, avec sa seconde épouse Alexandra Tchaïkovskaïa, dans ce manoir-maison de maître de 1806 du domaine, au bord et face à l'important lac de Votkinsk. 

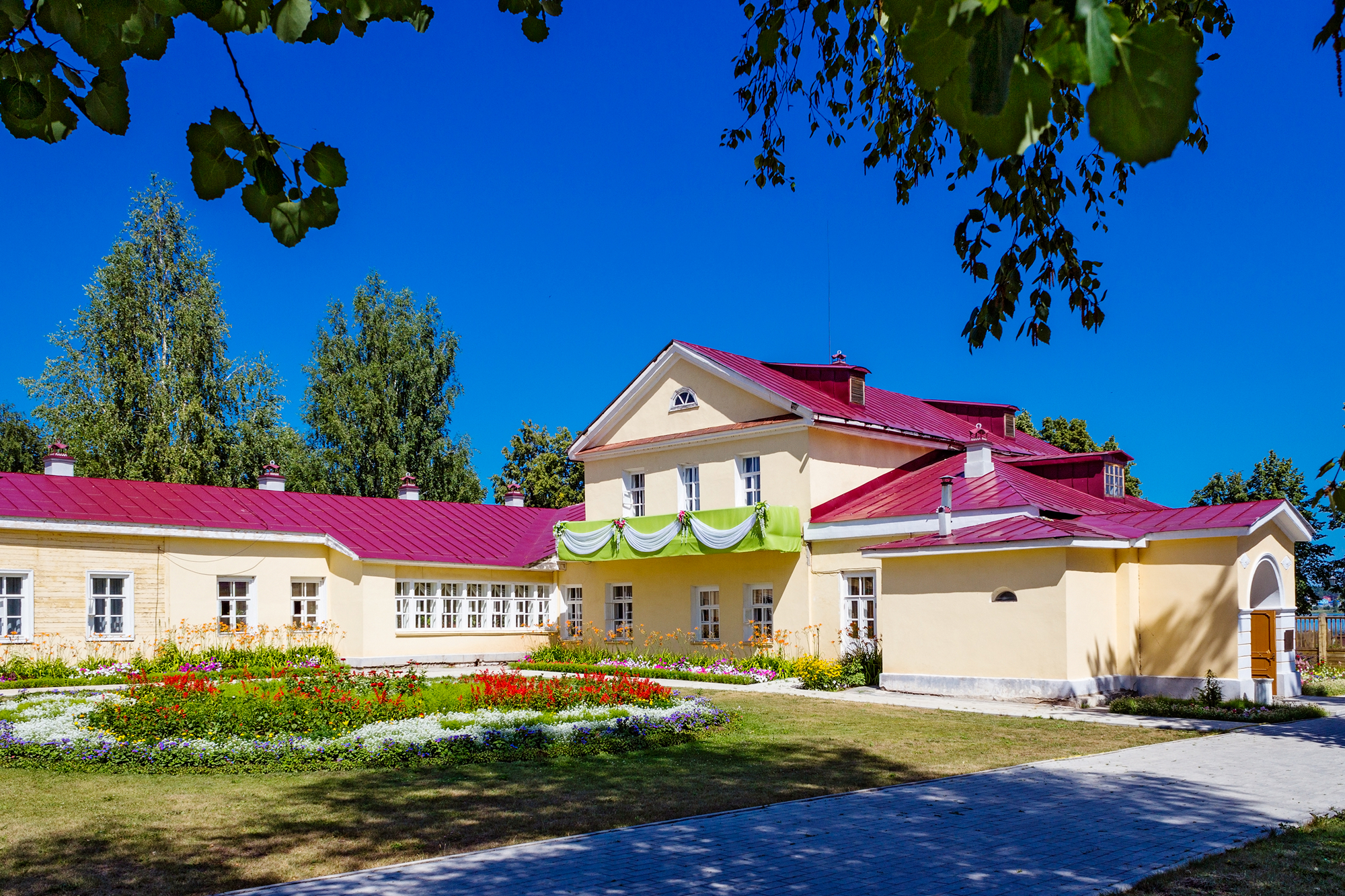
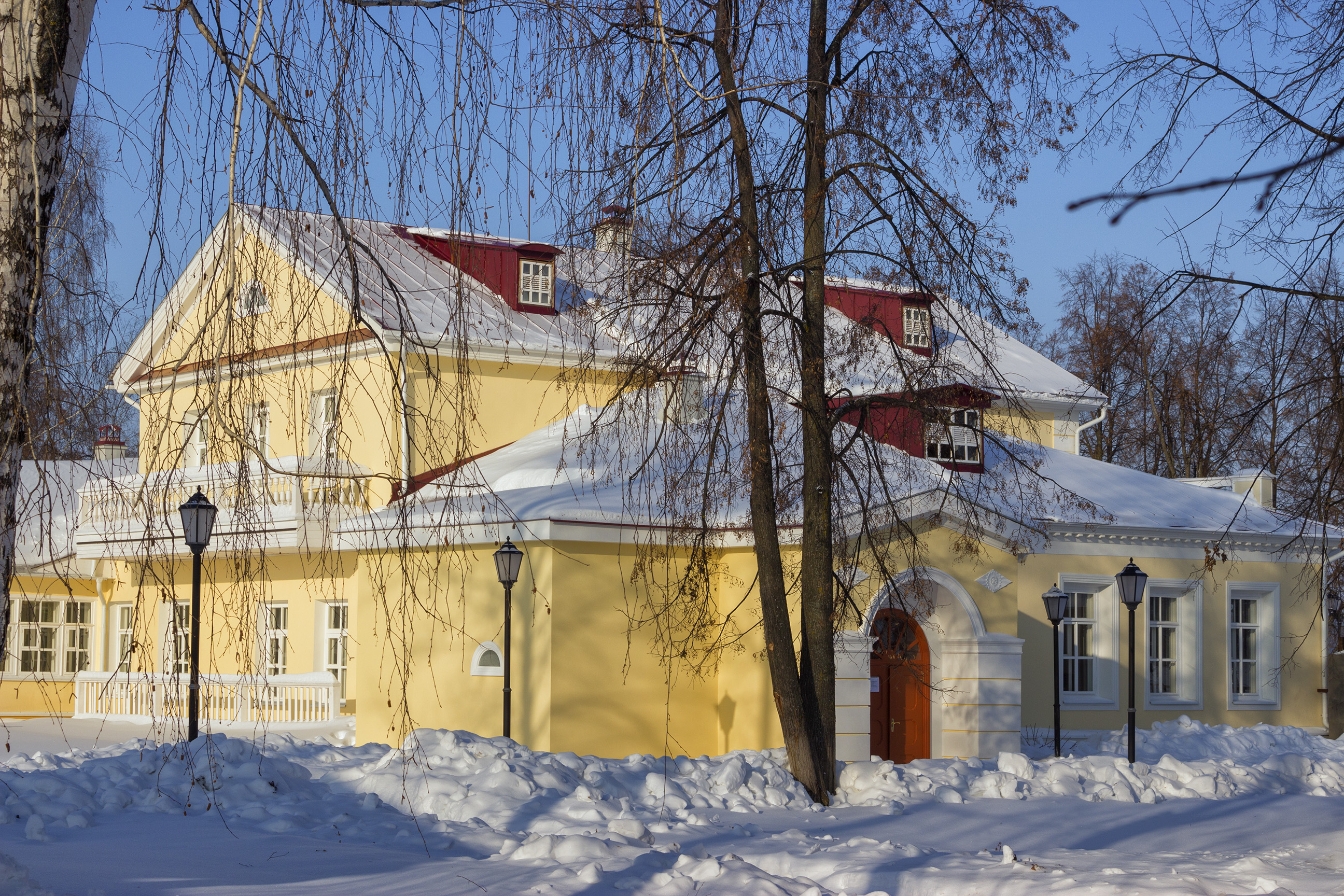
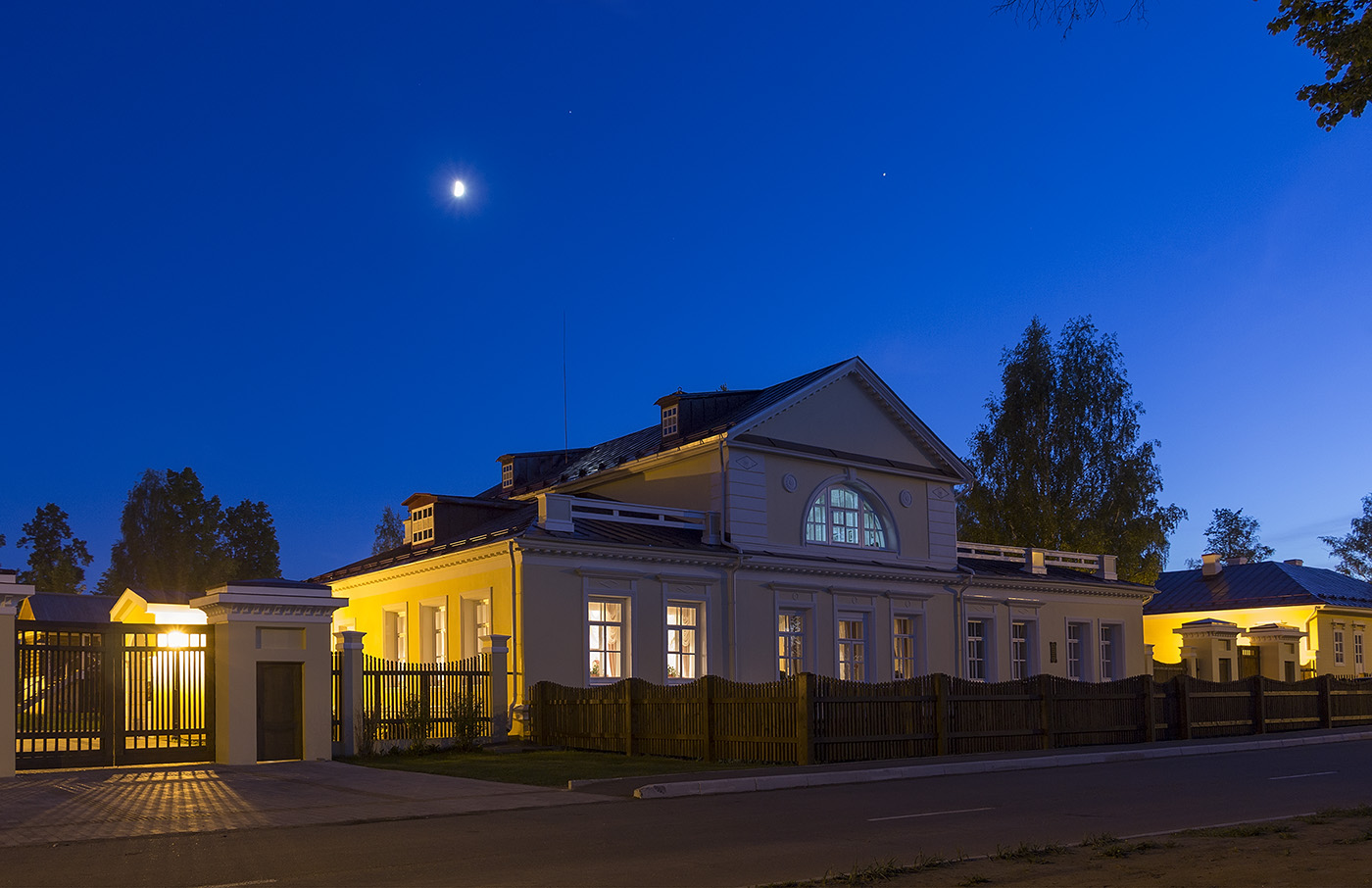

Piotr Ilitch Tchaïkovski y naît le 25 avril 1840, troisième de sept enfants. Il suit sa scolarité primaire dans cette maison avec ses frères et sœurs, avec sa gouvernante alsacienne Fanny Dürbach (dont il reste très proche toute sa vie) et prend ses premiers cours de musique vers l'âge de 4 ans et à partir de 1845 avec sa première professeur de musique Maria Markovna Paltchikova. Il manifeste dès son plus jeune âge ses dons et talents exceptionnels pour la musique classique et la composition. 

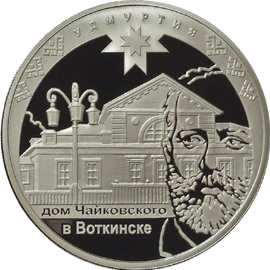
Médaille commémorative

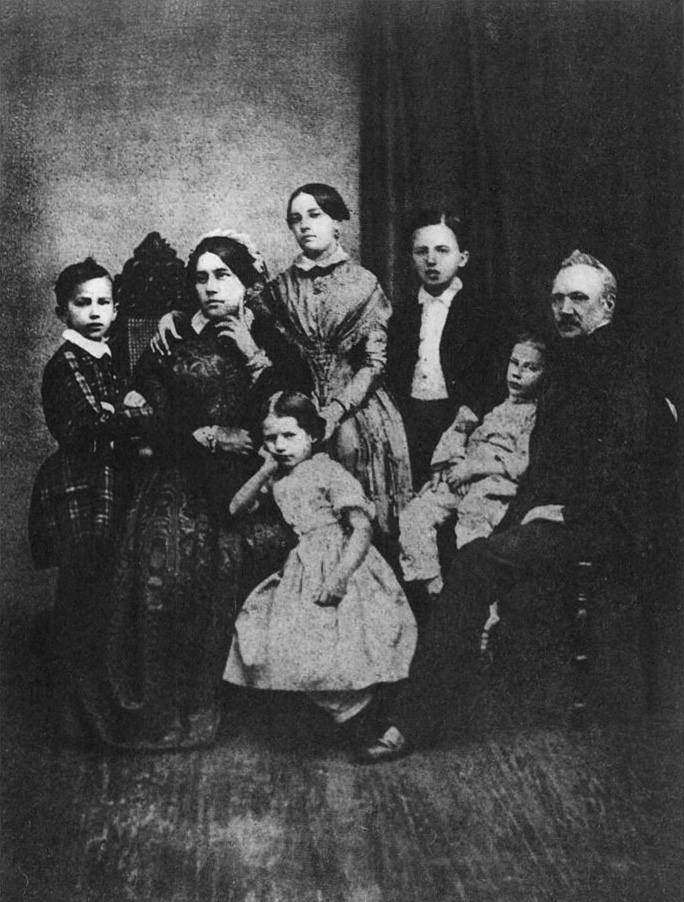
La famille Tchaïkovski en 1848.
De gauche à droite : Piotr, sa mère Alexandra Andreïevna, ses sœurs Alexandra (assise) et Zinaïda (debout), ses frères Nikolaï (debout) et Hippolyte (assis) et son père Ilia Petrovitch.

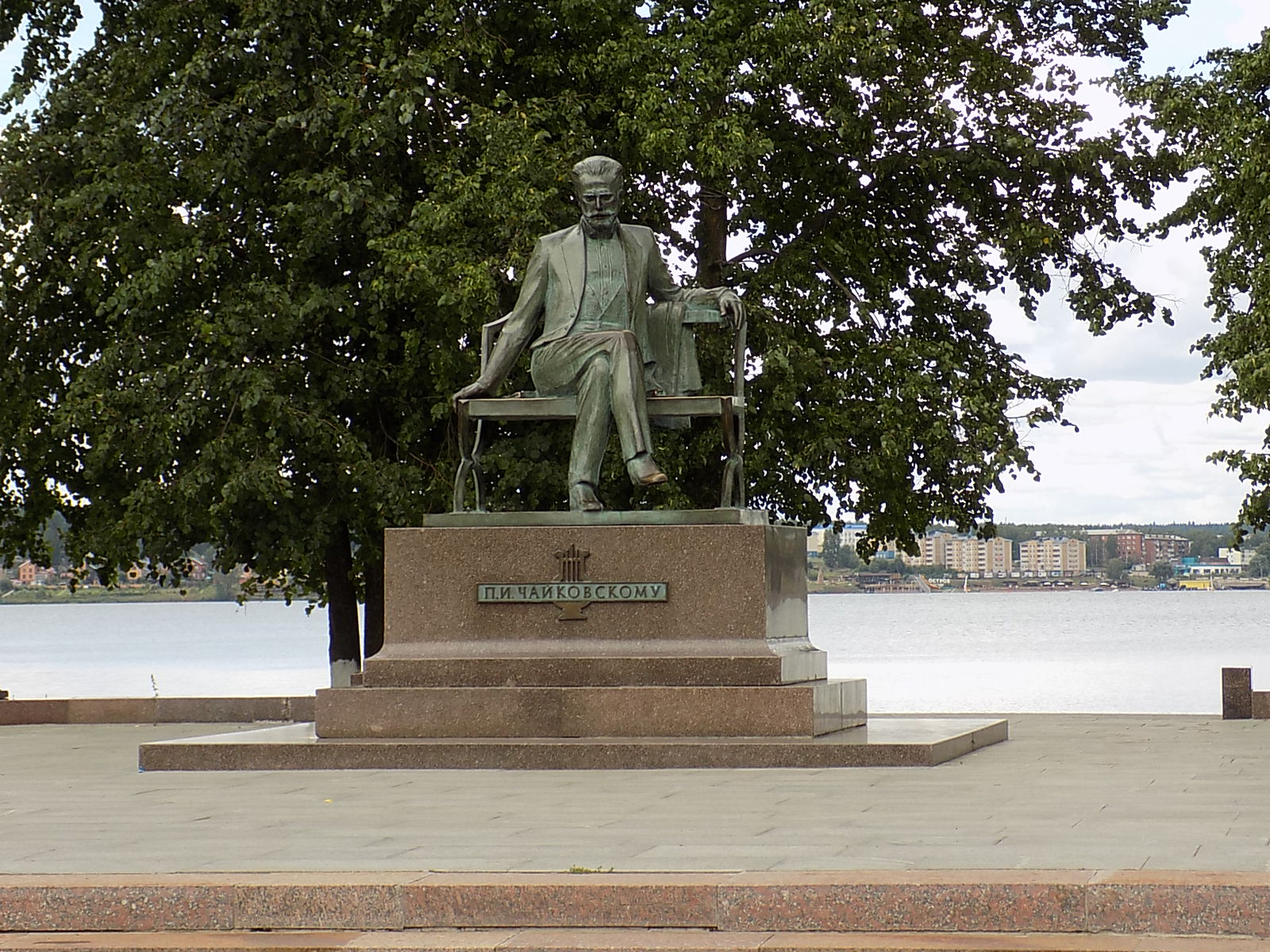
Lac et statue de Tchaïkovsky devant le musée
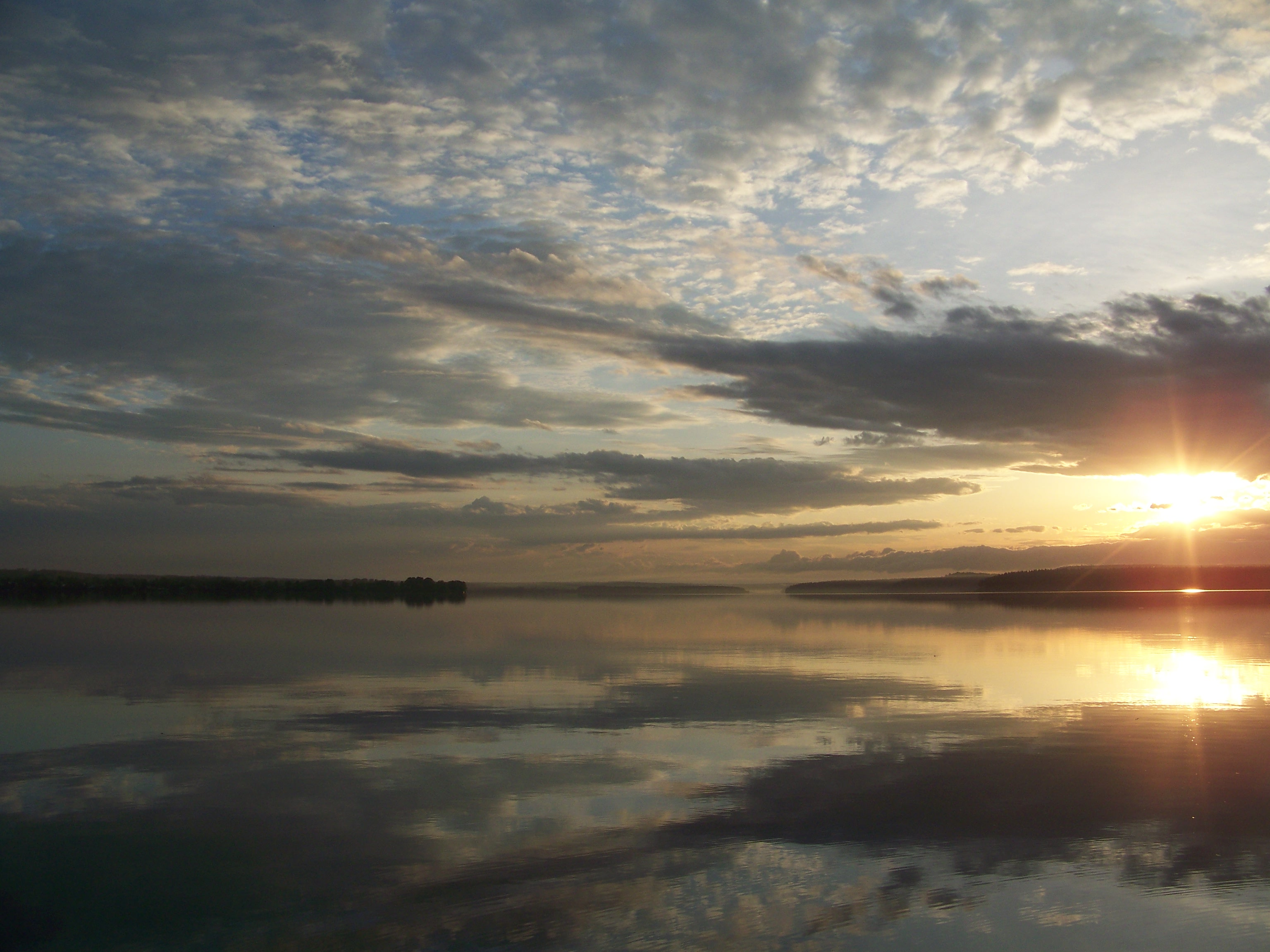
Lac de Votkinsk
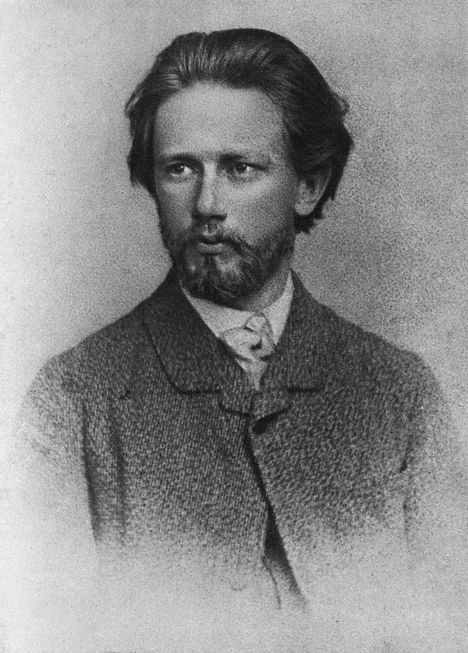
Tchaïkovsky en 1870

Il écrit entre autres à l'âge adulte dans ses nombreuses correspondances : « J'ai grandi dans le désert, dès mon plus jeune âge, imprégné de la beauté inexplicable des caractéristiques de la musique folklorique russe. » « Le passé, avec tous les détails, était si vif et ressuscité dans ma mémoire que, apparemment, je respirais l'air de la maison Votkinsk », et « Pourquoi un simple paysage russe, pourquoi se promener l'été en Russie, à la campagne, à travers les champs, à travers la forêt, le soir les steppes me conduisaient dans un état tel que je me suis allongé par terre, épuisé par ces sensations inexplicablement douces et enivrantes que la forêt, la steppe, la rivière, le village au loin, la modeste petite église m'apportaient, tout ce qui est misérable Cher paysage russe »...

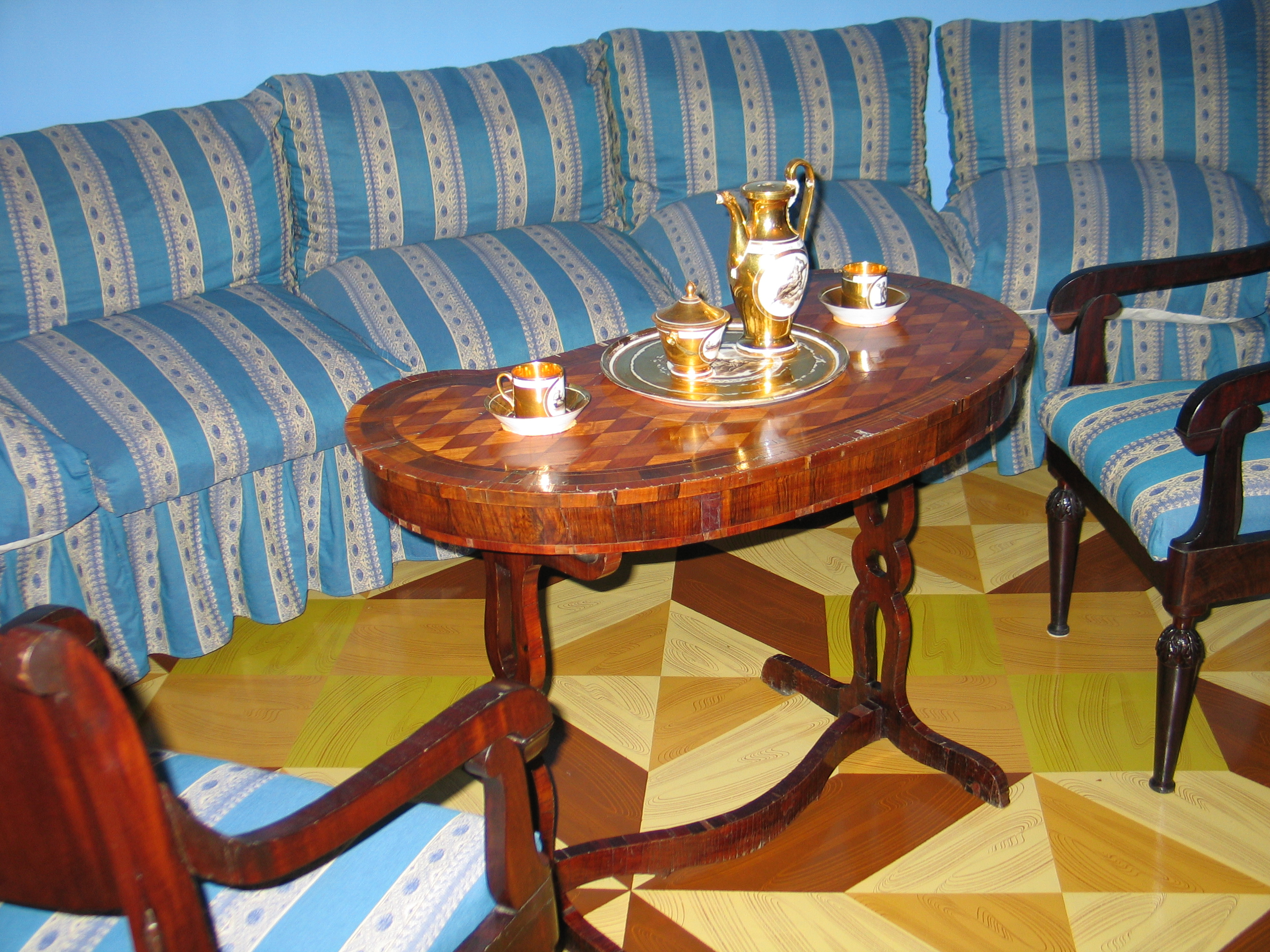
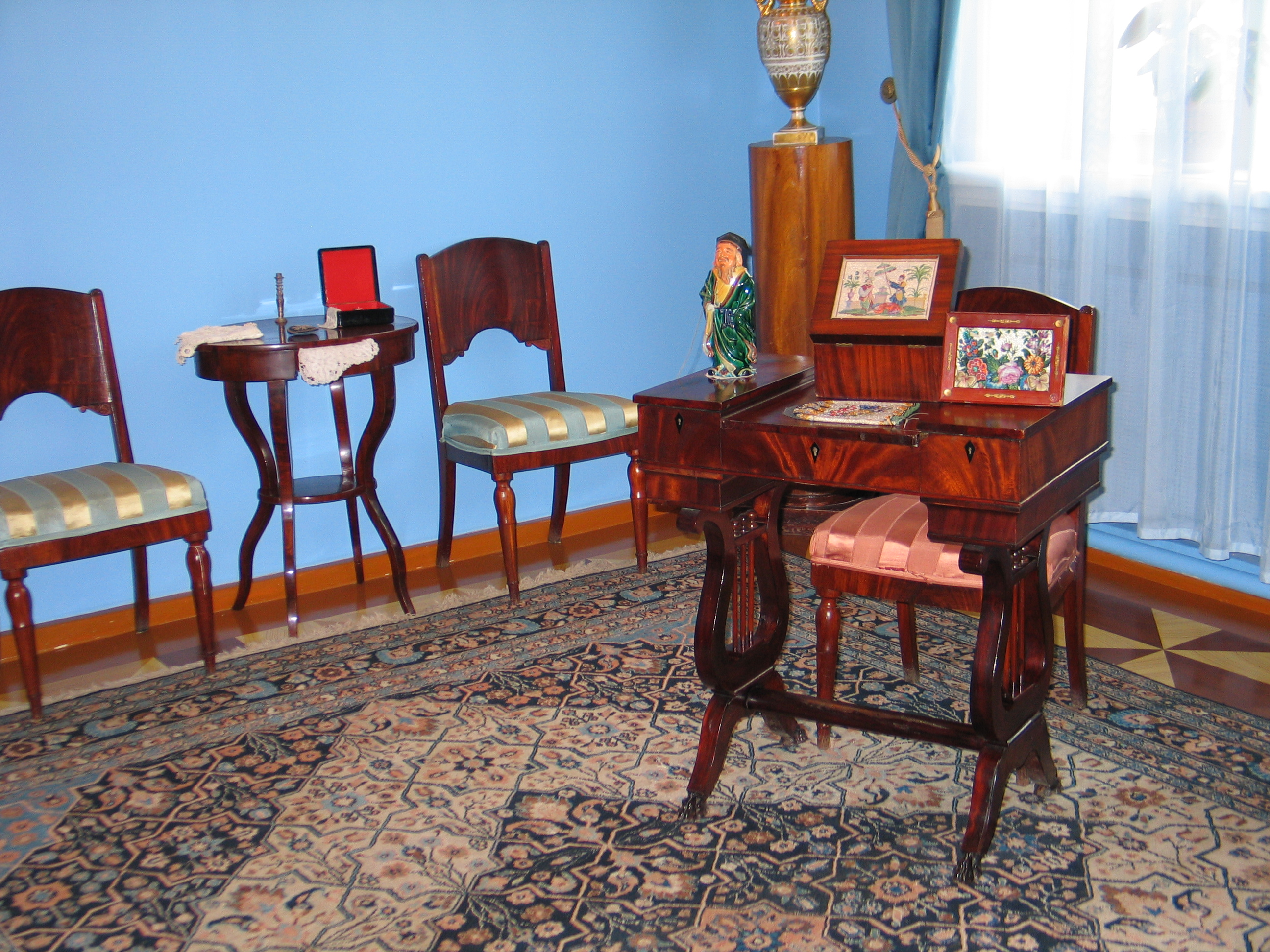
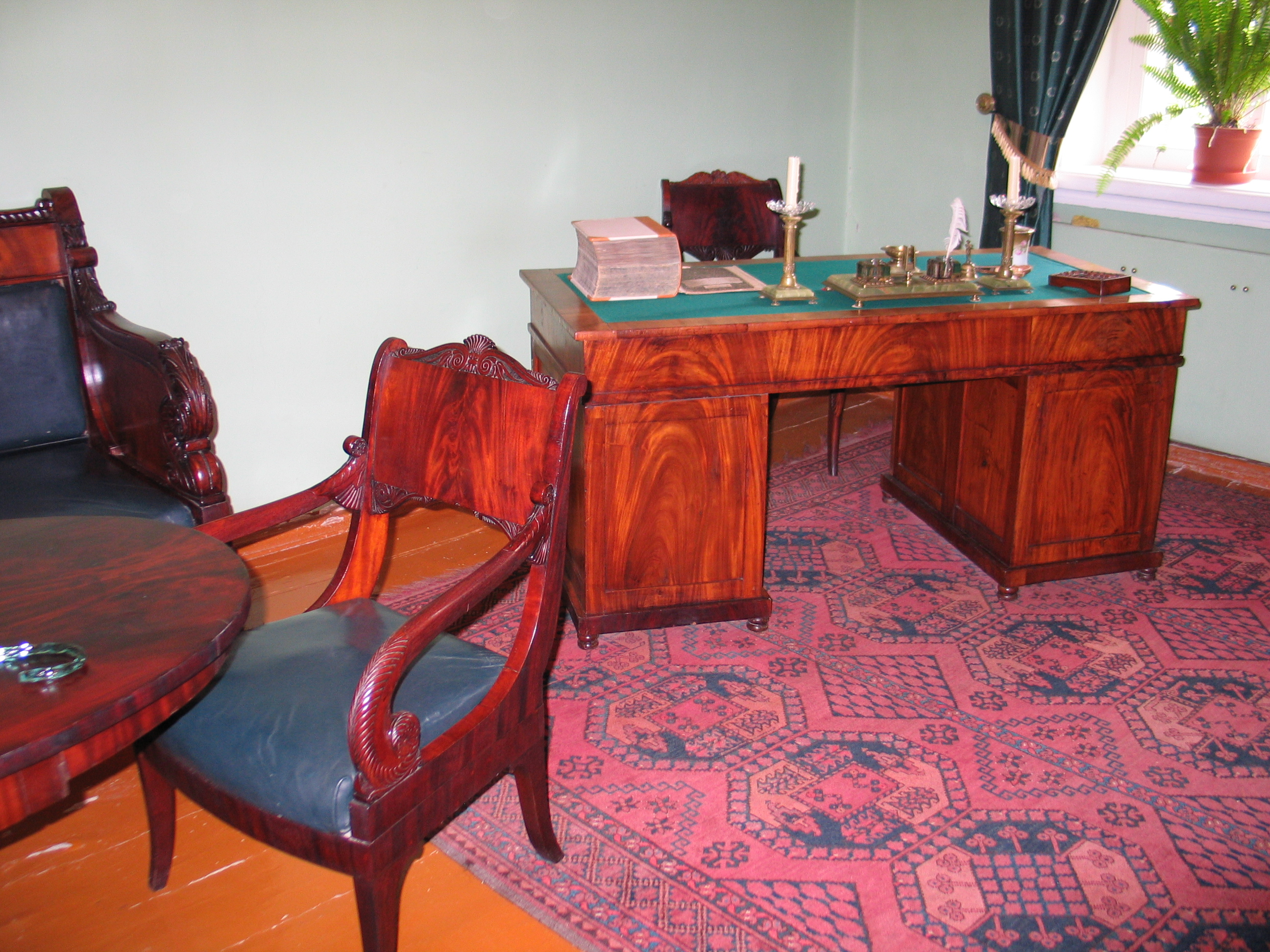
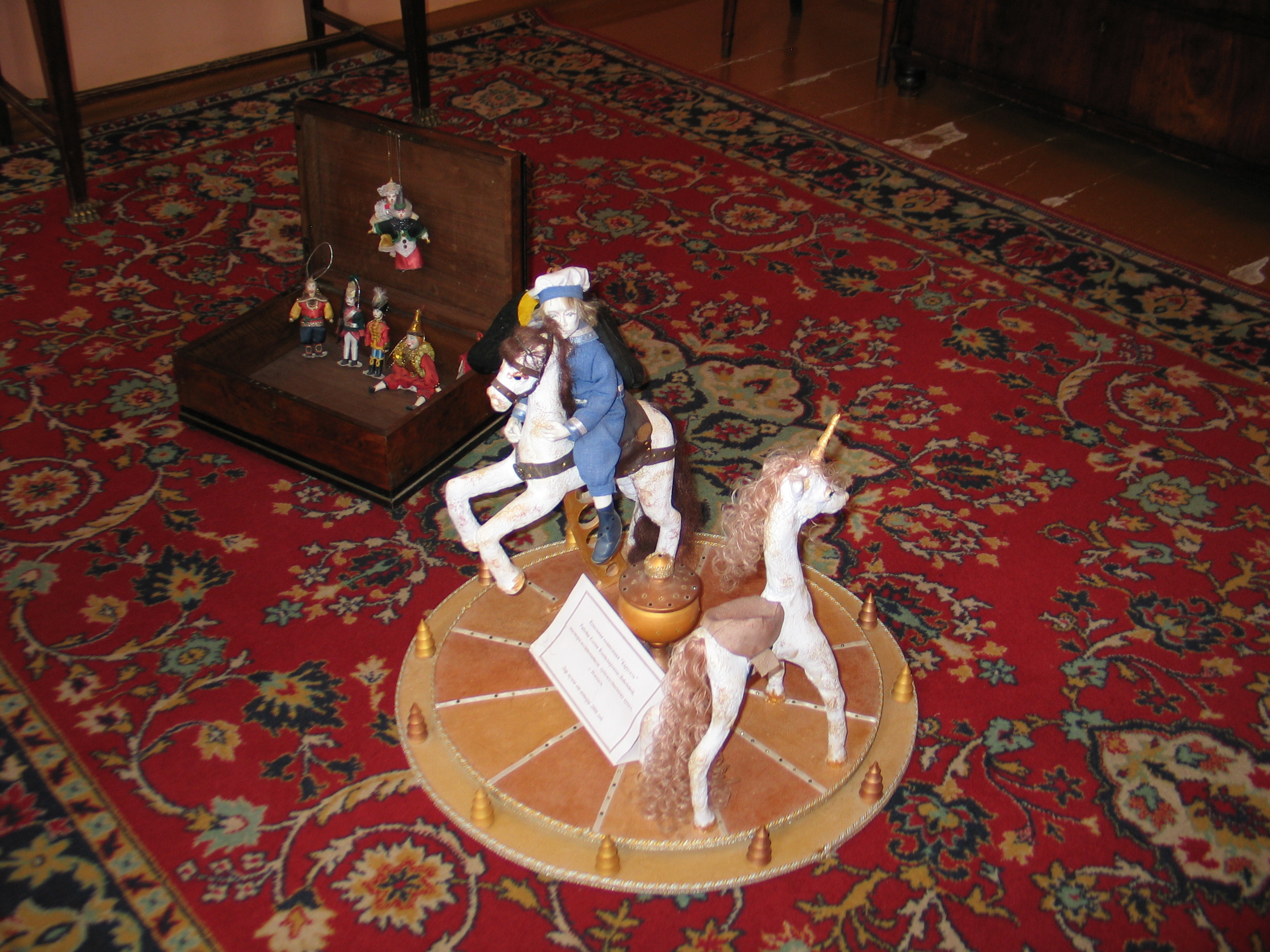

En 1848, la famille Tchaïkovsky quitte Votkinsk. Les lieux sont habités par les dirigeants suivants du domaine, avant de devenir entre autres le quartier général de la Garde Blanche durant la Révolution d'Octobre 1917, puis de la guerre civile russe, ainsi qu'une école de mécanique.

## Musée
La maison est entièrement restaurée à la fin des années 1930 pour y ouvrir un musée le 30 avril 1940, pour l'occasion du centenaire de sa naissance. Le musée est plusieurs fois rénové et agrandi depuis, et expose de nombreux souvenirs du compositeur, dont meubles, décors, lit où il est né, tableaux, dessins, documents, reliques, piano, jouets de son enfance... 
La ville voisine de Tchaïkovski (ville) à 35 km au sud, est fondée en 1955 et baptisée en son honneur.

## Au cinéma
- 1969 : Tchaïkovski (film), d'Igor Talankine